# Riacho da Catingueira
Riacho da Catingueira är ett periodiskt vattendrag i Brasilien.   Det ligger i delstaten Ceará, i den östra delen av landet, 1 400 km nordost om huvudstaden Brasília.
Omgivningarna runt Riacho da Catingueira är huvudsakligen savann. Runt Riacho da Catingueira är det glesbefolkat, med 20 invånare per kvadratkilometer.